# Хајдучко вече
Хајдучко вече је туристичко-културна манифестација, инспирисана мотивима из романа „Хајдук Станко” Јанка Веселиновића, која се од 1966. године одржава у Црној Бари, на територији општине Богатић.
Манифестација се организује сваке године првог викенда у августу, са основном идејом да се дочара живот предака, лепота некадашњег живота и старих обичаја. Програм манифестације садржи: такмичење за избор харамбаше, Мачванску свадбу, Хајдучку регату, такмичење ловаца и риболоваца, изложбу радова са Ликовне колоније у Совљаку, избор најлепшег фијакера, изложбе домаће радиности, богат културно-уметнички и забавни програм.

## Избор харамбаше
У такмичењу за избор харамбаше младићи се такмиче у прескакању пања, бацању камена с рамена, надвлачењу клипка, скоку у даљ, борби на брвну и пењању уз дрво. Најспретнији, најокретнији и најспремнији момак добија хадучку сабљу, новчану награду и звање харамбаше.

## Мачванска свадба
Мачванска свадба је представљена кроз окупљање сватова код младожењине куће, одлазак по невесту, венчање и повратак младожењиној кући. Свадбену колону сачињава десетак фијакера са сватовима обучених у мачванску народну ношњу. У Етно-парку у Совљаку, где се према сценарију налази невестина кућа, уз пуцње пушака, изводи се невеста, која уз откупнину и остале обичаје и коло, одлази у младожењину кућу, у Црну Бару. Код импровизоване младожењине куће, приказано је довођење невесте у нови дом, са свим прикладним појединостима.

## Галерија
- Полазак сватова
- Сватовско коло у центру Богатића
- Хајдучка заседа
- Послужење код заседе
- Долазак сватова код младине куће
- Млада и деверуше
- Извођење младе из куће
- Млада и младожења